# Tanjung Beringin (Kota Agung)
Tanjung Beringin is een bestuurslaag in het regentschap Lahat van de provincie Zuid-Sumatra, Indonesië. Tanjung Beringin telt 334 inwoners (volkstelling 2010).